# 全国改装赛车竞赛协会

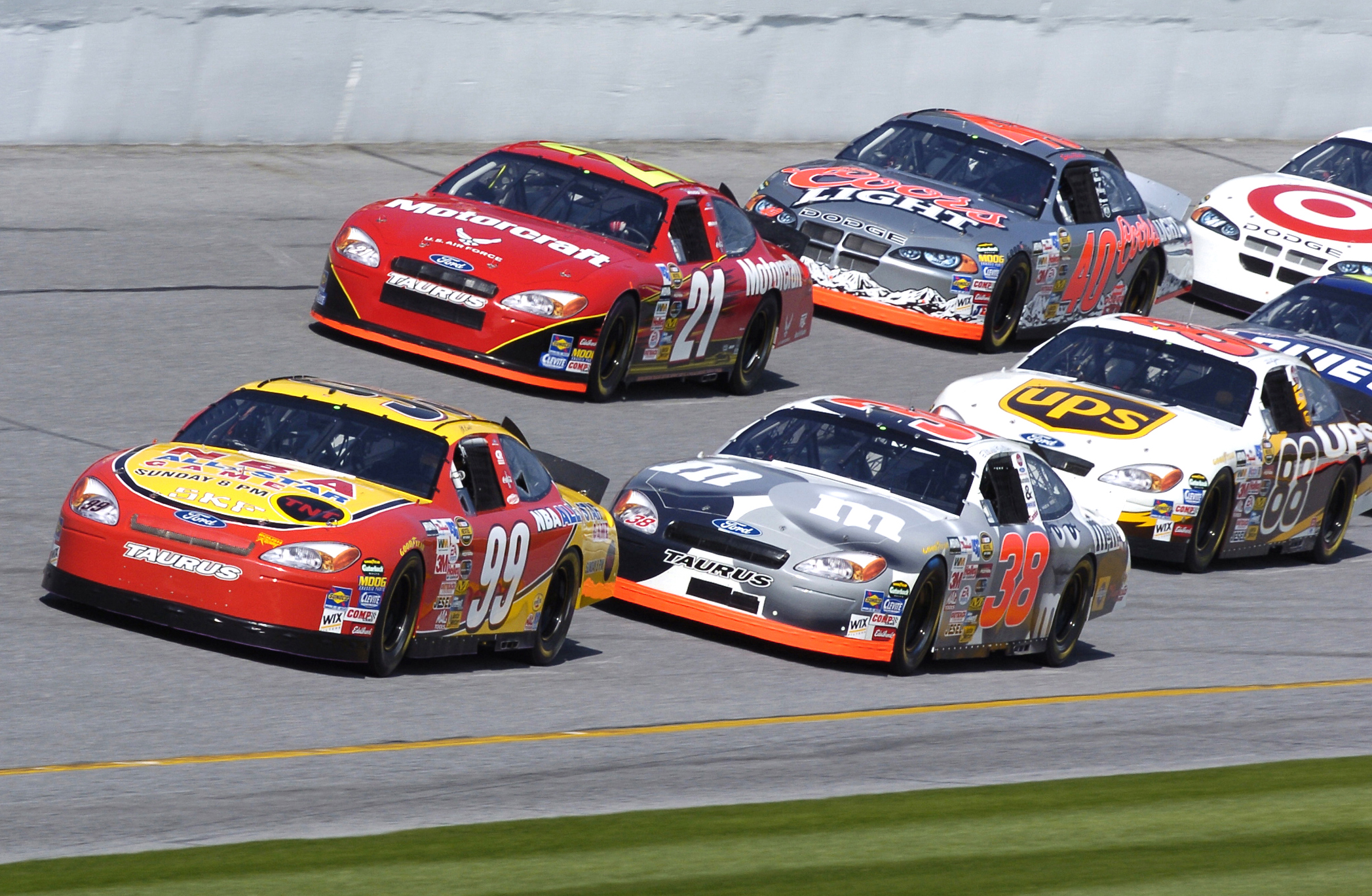
哲夫·布爾頓(Jeff Burton) (99), 伊利奧特·沙杜勒(Elliott Sadler) (38), 維奇·胡德(Ricky Rudd) (21), 戴爾·哲維特(Dale Jarrett) (88), 史達寧·馬廉(Sterling Marlin) (40), 吉米·約翰森(Jimmie Johnson) (48)，與基斯·米亞斯(Casey Mears) (41) 於2004年戴通纳500熱身賽

全國運動汽車競賽協會（National Association for Stock Car Auto Racing，縮寫：NASCAR，中文為納斯卡賽車，又稱全美改裝車競賽），至今是在美國最大、最受認可的賽車團體。

## 概述
NASCAR總部位於美國佛羅里達州代托纳比奇市，然而它在四個北卡羅來納州城市：夏洛特、穆爾斯威爾、康科德與康諾弗也有營業處。區營業處位於紐約、洛杉磯、阿肯色，而國際營業處位於墨西哥墨西哥城和加拿大安大略省多倫多市。另外，由於其發源於美國南部，為數眾多的NASCAR車隊仍建基於北卡羅來納，特別是靠近夏洛特附近。北卡羅來納的城市被當作NASCAR車隊的家的有：夏洛特、穆爾斯威爾、康科德、斯泰茨維爾、亨特斯維爾、科尼利烏斯、Welcome、威爾克斯伯勒、Kernersville、Randleman、格林斯伯勒、海波因特、哈里斯堡、與坎那波利斯。
由NASCAR認可三個最大的競速系列是盃系列、Xfinity系列和卡車系列。該協會亦監管NASCAR區域競速、Whelen改裝車巡迴競速、和Whelen全美系列。此外，NASCAR也仲裁分布於全美39個州、加拿大、與墨西哥，100條赛道舉辦的1,500個競速賽事。在國際上，150個國家轉播NASCAR賽事。從1996年起到1998年，NASCAR在日本舉辦了表演賽；1988年在澳洲舉辦了表演賽。
在這個運動的大本營美國，作為發源於美國東南部的地方娛樂，其特色是在於規則簡單直接，使用常見的市售跑車進行改裝後，放到各種不同的環狀賽道（大多為四個彎道的橢圓形賽車場），由眾多不同的車隊參與進行賽車。車隊與車手利用選秀會的方式來排名，因為在比賽過程中時常可以見到車輛超車及頂撞等精彩場面，且比賽車輛平均時速更超過180英哩，具有強烈的娛樂與戲劇效果，NASCAR不但是美國汽車歷史的見證，其競賽的獨特風格，也是美式賽車的代名詞，在美國已成長為收視率第二受歡迎的職業體育運動，僅次於國家美式足球聯盟。它舉辦在美國排名前20種最多出席人數的體育競技中的17種，並且有7千5百萬運動迷，這些運動迷創造超過3億美金的許可產品年度銷售額，而且這些運動迷被認為是在所有運動裡最有品牌忠誠度的；就是因為這樣，财富500强榜上有名公司比起其他執行機構更願意花錢贊助NASCAR。

## 歷史

### 早期量产改装车競速
在20年代和30年代，戴通納賽道於1927年到1935年間以8個連續世界路基速度紀錄之地而名聞遐邇，此後法國和比利時成為後繼路基速度紀錄創造者更喜歡的地點。1903年在兰塞姆·奥茨（Ransom Olds）與亚历山大·温顿（Alexander Winton）歷史性的競賽後，戴通納海灘已成為賽車狂心目中的聖地，並且於1905年到1935年間在戴通納海灘公路賽道接連寫下15個紀錄。到1936年邦納維爾乾鹽湖床成為路基速度紀錄的追求的首選地點時，戴通納海灘已經變成快速賽車的同義字。車手拿平直沙灘的直線道路與灣前高速公路A1A進行1.5到2英哩（約3.2公里）競速。
在美國，賽車競速起源於美国禁酒时期的私酒，當時車手為在阿帕拉契亞走私的威士忌跑單幫。酒類走私商需要運送他們的違法產品，所以他們一般使用小型、快速的車以更好逃避警察。许多车手会改装他们的爱车以获得更快的速度和更好的操控，并增加载货量，其中的某些人開始喜歡上快節奏一路開下崎嶇山路的快感。對這些熱血的私酒流通車手來說，其中一條主要的羊腸小徑於田納西州的諾克斯縣一開始就被視為聖地。
1933年禁酒令的撤销榨乾了這些人的一些生意，不過南方人那時已盯上了月下私釀的口味，導致一定數量的車手繼續「腳下油光」。不過這時候是跑給那些試圖對他們作業課稅的「稅務官員」追。車子繼續改進；40年代晚期，以這些車子為特色的比賽都是為了自豪感和營利。這些賽事在當時南美國農村是相當受歡迎的娛樂活動，並且他們與北卡羅來納的威爾克斯縣密切相關。那些日子裡大多數比賽都是改裝車賽事。

### 重要人物

#### 老威廉·法蘭斯（William France, Sr.）
1935年，為了逃避經濟大蕭條，技工老威廉·法蘭斯，從華盛頓特區搬到佛羅里達州代托纳比奇市。他在歷史上有名是因為路基速度紀錄的挑戰。法蘭斯參與了1936年代托纳比賽，成績排名第五。1938年他接管跑道路線，並促成了幾次在二次大戰前的賽事。
法蘭斯了解到人們可能會喜歡觀看「原裝車」競賽。在當時，車手常常是橫行霸道肆無忌憚的推銷商手下犧牲品，其乃因這些推銷商會在支付車手前捲走所有款項離開賽事。1947年，他認定如果沒有正式認可組織、標準化的規則、例行賽程、與有組織的冠軍賽，競速賽事不會成長。於1947年12月14日，法蘭斯開始與其它著名的賽車手和推銷商在佛羅里達州代托纳比奇市流線旅館的烏木酒吧會談，後來以1948年2月21日的NASCAR創立開花結果。
NASCAR由老威廉法蘭斯在當時幾個車手幫助下，於1948年2月21日建立。當時積點系統被寫在酒吧間餐巾上。原本NASCAR計劃包括三個獨立的分支：改裝車級、跑車級和原裝車級。改裝車級和跑車級本來預期會較吸引車迷。結果NASCAR迷不看好跑車級，只好縮小成東北與中西部系列賽。
原裝車級宣告暫時中止，因為美國汽車製造商無法夠快的生產家庭轎車以跟上第二次世界大戰戰後的需求腳步。1948年賽程以52輛改裝車泥道賽登場。1948年2月15日，認可的主辦單位在代托纳比奇市舉辦了NASCAR的第一次賽事。瑞德·拜倫（Red Byron）在改裝車比賽擊敗了馬修·提居（Marshall Teague）。拜倫贏得1948全國冠軍。由於大環境在1949年以前的顯著改變，原裝車級得以在2月接近邁阿密進行其20英哩（32公里）表演賽首次登台。

#### 爾文「砲彈」貝克（Erwin "Cannonball" Baker）
NASCAR的首任理事是爾文「砲彈」貝克：一位參與印第安納波利斯500大賽、寫下一百多個路基速度紀錄集賽車、摩托車、和開輪式賽車於一體的賽車手。炮彈貝克贏得的名聲大多數都是跟他穿越北美大陸的速度競賽有關。對一輛車，貝克會從紐約飆到洛杉磯以證明它的價值。在他的過世之後，著名的橫貫大陸「炮彈飆車」的比賽以及受這場比賽啟發拍的電影都是為了緬懷貝克的榮耀。貝克供奉於汽車名人堂、摩托車名人堂、印第安納波利斯汽車賽場名人堂、以及NASCAR名人堂。這個級別的榮譽和功績為貝克在各個不同競速協會贏得「道路之王」的稱號。

#### 鮑伯「大聲公」巴金莫（Bob "Barky" Barkhimer）
在50年代初期，身為美國海軍一員的小比爾·法蘭斯（Bill France, Jr.）駐防於加利福尼亞州北部莫菲特聯邦機場。他的父親要他去找在加州聖荷西的鮑伯·巴金莫。巴金莫是從第二次世界大戰時代以來小型汽車賽之星，其後他作為加利福尼亞運動汽車競賽協會的領頭羊，跑了約22條不同高速賽道。年輕的比爾發展了與鮑伯·巴金莫和馬歌·柏基（鮑伯的夥伴）的關係。他跟他們去比賽，週末也待在一起，從而耳濡目染西海岸賽車環境。「大聲公」 —他的朋友這樣叫他—旅行到代托纳比奇市與老比爾·法蘭斯碰頭。1954年春，NASCAR認可並主辦在太平洋岸鮑伯下的賽事。

### 原裝車到全國賽
第一次NASCAR「原裝車」比賽是在1949年6月19日於夏洛特高速公路（不是夏洛特賽車場）舉辦—在格蘭·當那威（Glenn Dunnaway）被發現他偷改過後輪懸吊除名後由金·駱柏（Jim Roper）獲勝。一開始，「原裝車級」顧名思義是從工廠生產出來沒有經過實際上改造的比賽。這一級從1950年季節賽起被重新命名為「全國賽級」。然而，在隨後大約12年中，為安全性與性能的修改是被允取的，並且，直至60年代中期以前，這些名駒大都裡子裡以賽車目的而打造，外殼則以原裝車樣式塗裝。
馬丁斯維爾賽道作為最初比賽季節的賽道之一在今天仍被列為今日的主要場地。另一個現今仍被使用的古早賽道是達令敦賽道，它在1950年開放使用。（今日Sprint杯巡迴賽最古老的賽道是建於1909年的印第安納波利斯汽車賽場；但是，首次 Brickyard 400 一直拖到1994年才舉辦。）
大多數比賽都在半英里到一英里（800到1600米）的橢圓形軌道。然而，第一座「超級賽道」於1950年建於南卡羅來納州達林頓市。這條賽道長度1.366英里（2.22公里），是比以往車手看過所有賽道更寬、速度更快、以及側斜更高。在達林頓市的比賽一向是NASCAR賽車大事，直到1959年。戴通納國際賽道，是一個長2.5英里（約4.02公里）的大幅度傾斜賽道，開放於1959年，並成為NASCAR運動的象徵。該賽道建在一片沼澤上，故可以說法蘭斯為建造它冒了個大險。
首次在美國境外舉行的NASCAR賽事是在加拿大，時間是1952年7月1日。巴地·蘇曼（Buddy Shuman）在位於安大略省斯坦福公園，接近尼亞加拉大瀑布附近的半英里（800米）泥土賽道贏得了200圈的比賽。

## 三大系列賽

### NASCAR盃系列賽
NASCAR盃系列賽是NASCAR最頂級的系列賽,赛季在每年2月中開始，在10个月内举办36场赛事。
最新的Generation 6(第六代)规则下赛车使用5.86升V8 OHV引擎及4速手动变速器，燃油噴射供油，使用Sunoco Green E15酒精汽油，在未安装限流板（英语：restrictor plate ）（為保護車手，用于超级赛道限制速度，限制引擎進氣量）的情况下输出725马力以上，安装后则被限制到455马力；引擎輸出扭力值為720牛頓·米。值得注意的是，此級別的車種最高速在超級賽道上(有加裝限流板)可達200英里/每小時(320公里/每小時)，若未加裝限流板，則有可能達到更高的速度。

### XFINITY® 系列
為原本的Nationwide Series(全國系列賽)，是NASCAR旗下第二高组别，使用和Monster Energy NASCAR Cup Series幾乎相同的车辆，只不过排量小(5.8升)，轴距短(105吋,相对Sprint Cup Series赛车的110吋)，马力也小些(650~700马力）。

### Camping World® 卡車系列
賽車車體外觀為皮卡,也是NASCAR三大系列賽之一。

## 來自其他國家所參與NASCAR三大系列賽的車手
由於NASCAR是美國國內的傳統賽車活動，主要對象為美國車手，所以出戰此賽事的外國車手不多。以下為來自其他國家所參與NASCAR三大系列賽的車手：

### 澳洲

#### 馬哥斯·艾姆博斯 (Marcos Ambrose)
2005年從V8 Supercars退出而加入，2006成為澳洲NASCAR露營世界卡車系列車手，車號為20號，2007及2008擔任全國系列的59號車手,2010開始參加NASCAR Spirit Cup Series賽事,擔任47號車手兩年,2011開始駕駛9號車到2014年,他在 Spirit Cup Series賽事曾獲2次勝利、46次前十名和3次從排位賽當中獲得桿位；亦從NASCAR Xfinity Series賽事中獲5次勝利、18次前十名和4次從排位賽當中獲得桿位；亦從NASCAR Camping World Truck Series賽事中獲4次前十名和1次從排位賽當中獲得桿位。為了家庭生活，2014年賽季後退出NASCAR，回到澳洲，並返回V8 Supercars競爭(非全職)，並在2016年退休。(有關的NASCAR之Sprint Cup Series戰車已由Sam Hornish Jr.代替)

#### 肯尼·哈布(Kenny Habul)
是澳大利亞專業的賽車駕駛者和商人。出生在昆士蘭州，澳大利亞的一位前居民怡陶碧谷，安大略省，以及當前居民斯威爾，北卡羅萊納州，他是總裁兼首席執行官SunEnergy 。他是一名前競爭對手V8 Surpercar系列，澳洲三級方程式錦標賽和CASCAR超級賽，而他在之前兼職過NASCAR Xfinity系列車手，專門跑結構複雜的公路賽道。

### 哥倫比亞

#### 胡安·帕布羅·蒙托亞 (Juan Pablo Montoya)
2006年從F1退出而加入，成為哥倫比亞NASCAR車手，車號為42號，曾在NASCAR Spirit Cup Series賽事中曾獲2次勝利、59次頭十位完成和9次從排位賽當中獲得桿位。2013年賽季後退出NASCAR，轉戰IndyCar賽事。(有關的NASCAR之Sprint Cup Series 戰車已由Kyle Larson代替)

### 墨西哥

#### 丹尼亞·蘇亞雷斯 (Daniel  Suarez )
是墨西哥的專業賽車駕駛。他目前在Stewart-Hass車隊競爭專職Monster Energy NASCAR Cup Series系列41號福特賽車。

### 義大利

#### 馬克斯·帕皮斯 (Max Papis )
他首次在2006年8月首次亮相於NASCAR,在2006至2008年兼職全國系列
,2009和2010斯普林特杯擔任13號選手，2011年則全職在Camping World Truck系列擔認9號選手,Sprint Cup Series的戰車則被casey mears代替。2012和2013不再擔任全職選手,在三大系列賽只跑了少數幾場比賽,2013年賽季退出NASCAR三大賽事後轉戰NASCAR 歐洲系列賽賽事。(有關的NASCAR之Sprint Cup Series戰車在已由casey mears代替)

### 日本

#### 福山秀夫
他試圖在競爭NASCAR 溫斯頓杯系列於2002年及2003年(現在的NASCAR Cup Series系列)，車號為66號,但只比了四場比賽。他是第一位在NASCAR cup系列競爭的日本車手,2003年賽季中,福山回到他的家鄉日本，在那裡他回到了超級GT系列賽，以及成為NASCAR的日本電視廣播公司的分析師。

#### 尾形明紀
是日本專業賽車駕駛。他從2014年到現在每年都會在NASCAR野營世界卡車系列參加少數的比賽。

#### 桃田賢治
他在1995年擔任卡車系列賽的75號車駕駛,他曾試圖參加卡車系列2場比賽,第一次因排位賽未通過而未能進入比賽,第二次成功通過排位賽,但在正式比賽時因為車尾自撞牆壁而退出比賽。

### 紐西蘭

#### 沙恩·范·吉斯伯根 (Shane van Gisbergen)
2023年首次參加NASCAR Cup系列賽便勝出芝加哥街道賽，為該系列賽60年來首位勝出地標戰的車手。2024年參加全年度NASCAR Xfinity系列賽，常規賽獲得3場勝仗下進入季後賽，但於12強被淘汰。2025年加盟Trackhouse Racing参加全年度NASCAR Cup系列賽。